# Utagawa Hiroshige III
Utagawa Hiroshige III (歌川広重 3代目 Utagawa Hiroshige sandaime?), seudónimo artístico de Gotō Torakichi (後藤寅吉?) (1842 o 1843 – 28 de marzo de 1894) fue un pintor y artista gráfico japonés, especializado en los grabados en xilografía de estilo ukiyo-e. También es conocido como Andō Tokubei (安藤徳兵?).
Fue alumno de Utagawa Hiroshige, momento en que se le dio el gō Shigemasa, y se casó con la hija del maestro, Otatsu, después de que ésta se divorciase de Utagawa Hiroshige II, otro discípulo del artista. En 1869 adoptó el nombre de Hiroshige III. Trabajó en el mismo estilo que su maestro, si bien no obtuvo el mismo reconocimiento. 

## Galería

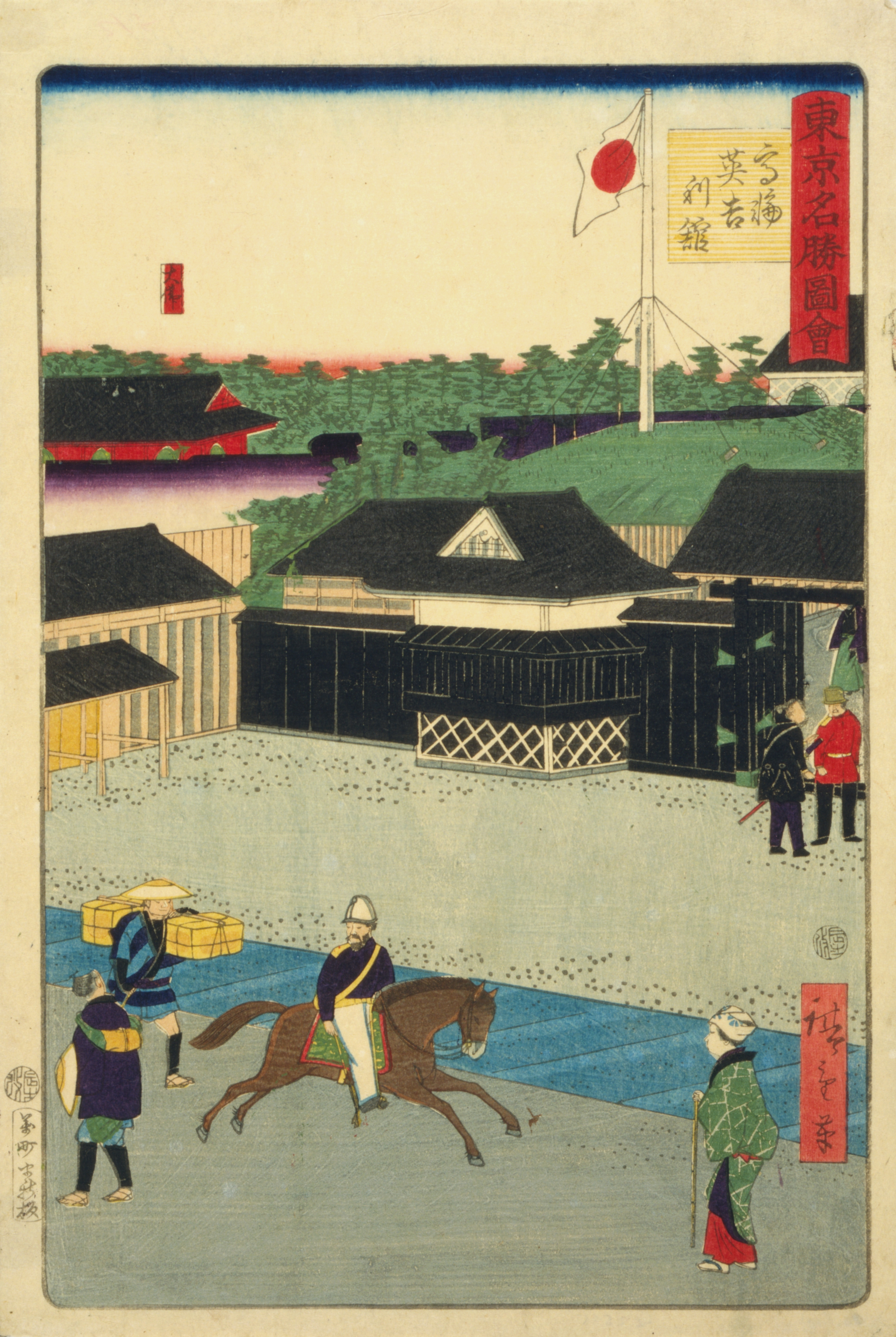
Casa Británica en Takanawa, 1868.
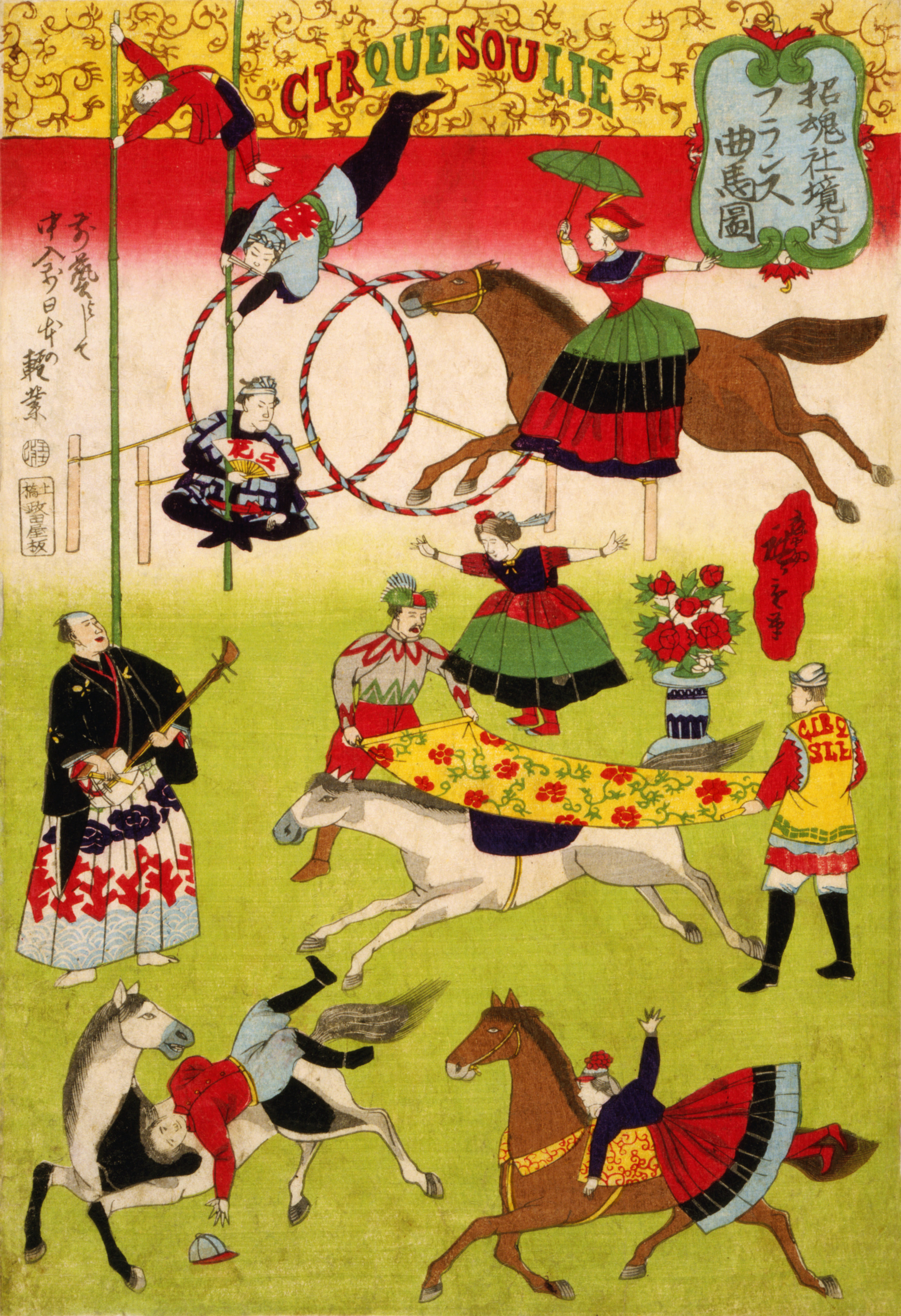
Gran Circo Francés en los terrenos del santuario Shokonsha, 1871.
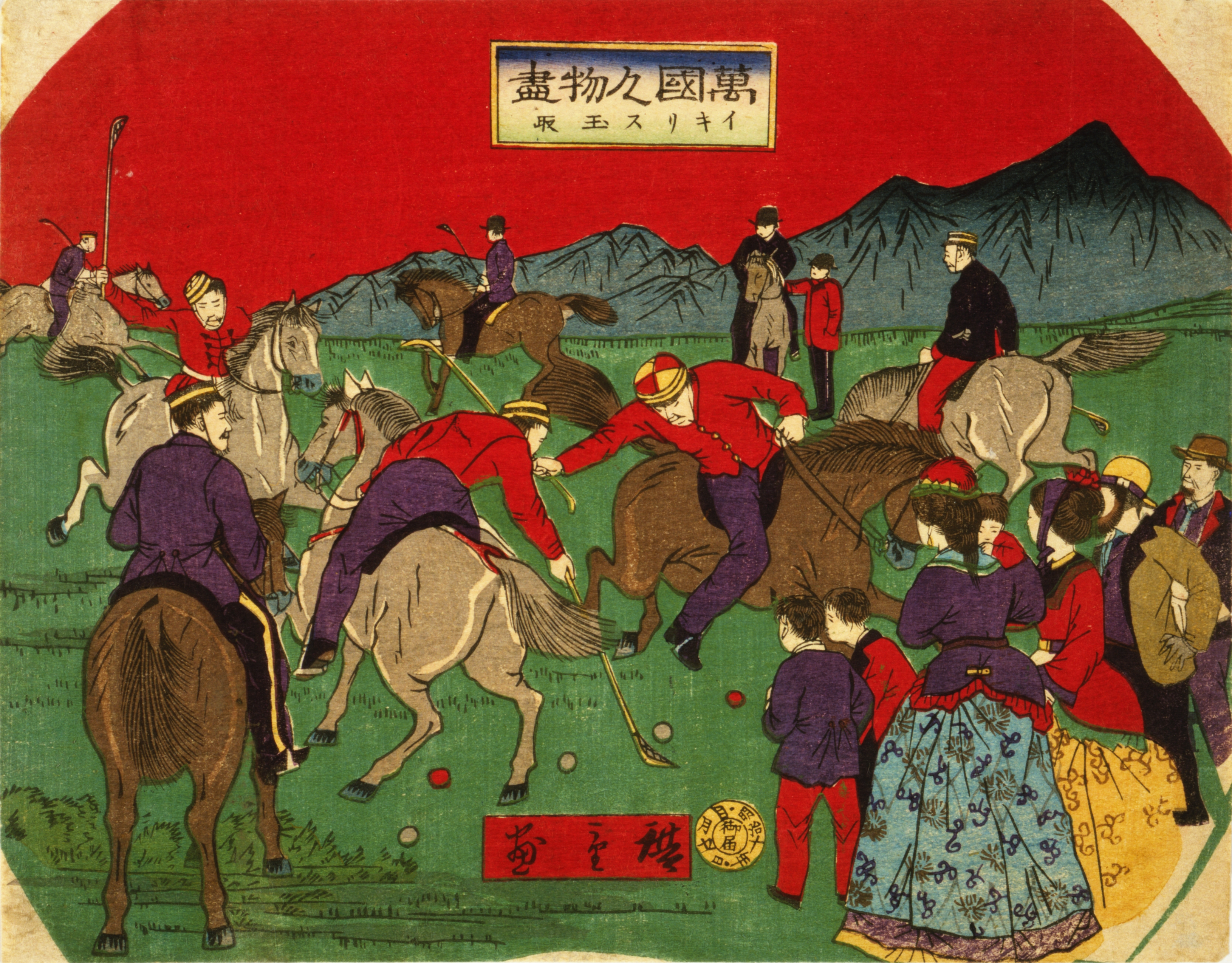
Partido de polo inglés, 1877.
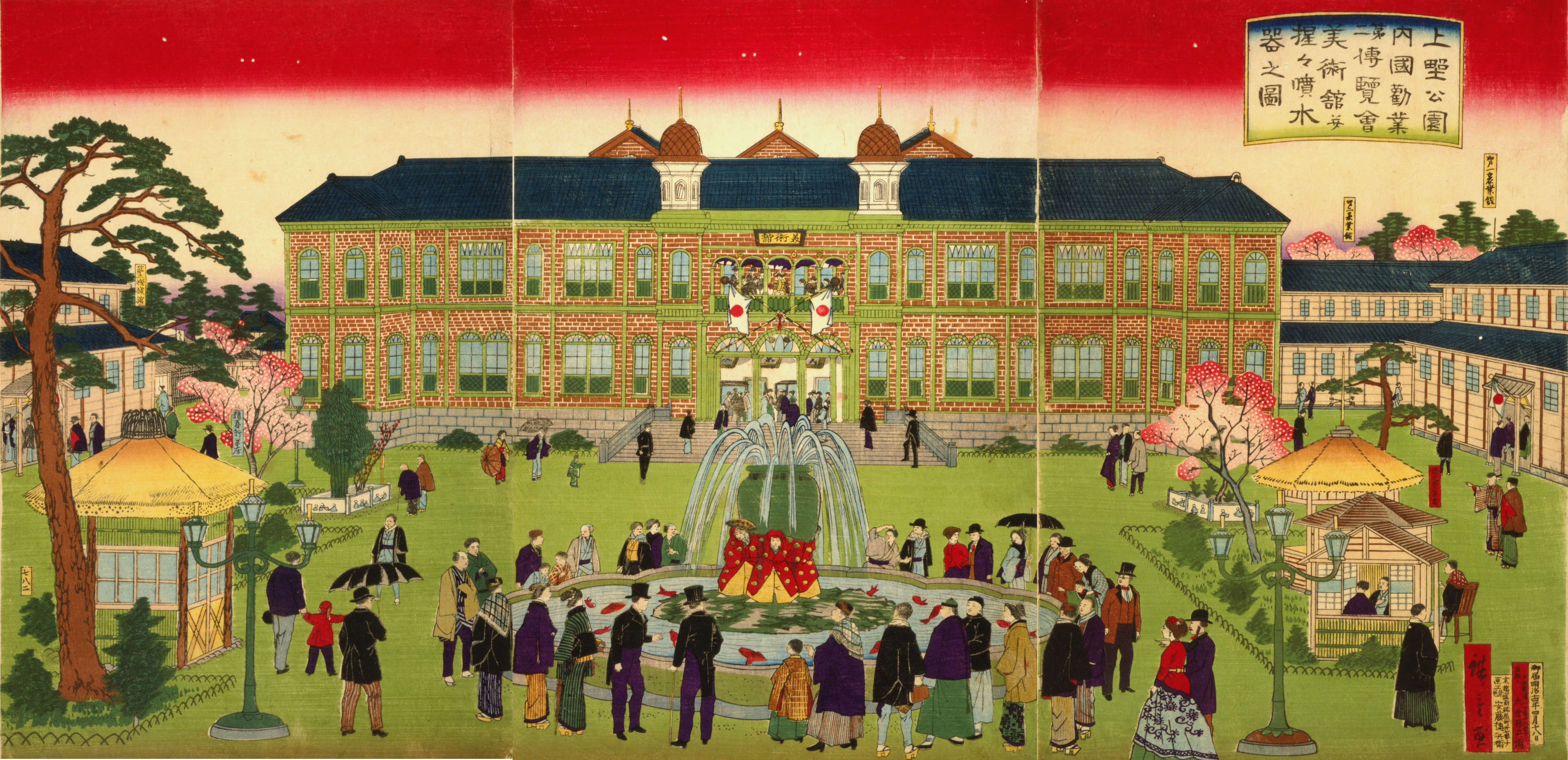
Segunda Exhibición Industrial Nacional en el Parque Ueno, 1881.